# Yvette Horner
Pour les articles homonymes, voir Horner.
Yvette Marie Eugénie Hornère, dite Yvette Horner, née le 22 septembre 1922 à Tarbes et morte le 11 juin 2018 à Courbevoie,, est une accordéoniste, pianiste et compositrice française.
Deuxième au Concours International de l’Accordéon, à Paris en 1937, troisième du championnat du monde en 1938 et vainqueur de la Coupe mondiale de l'accordéon en 1948 puis lauréate du grand prix du disque de l’académie Charles-Cros en 1950, elle établit sa popularité en accompagnant la caravane du Tour de France à onze reprises.
Durant sa carrière, longue de soixante-dix ans, Yvette Horner donne plus de deux mille concerts et réalise cent cinquante disques, dont les ventes cumulées s'élèvent à trente millions d'exemplaires.

## Biographie

### Origines familiales
Yvette Horner (née Yvette Marie Eugénie Hornère, patronyme modifié par sa mère qui trouvait cela plus « commercial »), passe quelques années de son enfance à Rabastens-de-Bigorre, où son père, Louis Hornère, est entrepreneur en bâtiment. Enfant unique, sa mère l'incite à faire de la musique. Son professeur, Marguerite Lacoste, lui enseigne ses premières notes de musique au piano. Elle étudie la musique au conservatoire de Tarbes, puis au conservatoire de Toulouse où, âgée de 11 ans, elle obtient un 1er prix de piano. Sa mère l'oblige à abandonner son instrument pour l'accordéon chromatique, lui disant : « des accordéonistes femmes, il n'y en a pas, et là tu te feras une situation »,. Au long de sa vie, Yvette Horner garde la nostalgie de son premier instrument, avec lequel elle enregistre même en 1950 un récital d'œuvres classiques sur l'album 33 tours Le Jardin secret d'Yvette Horner, et se produisant maintes fois en pianiste lors d'émissions télévisées,.
Cependant, elle fait ses débuts au Théâtre Impérial de Tarbes (renommé par la suite Théâtre des Nouveautés), qui appartient à sa grand-mère paternelle,.
La jeune fille commence à se produire dans les casinos. Son éducation se poursuit à Paris, où elle est l'élève de Robert Bréard.

### Premiers prix
Elle participe à Paris, en 1937, au championnat du monde d'accordéon, sous l'appellation Concours international de l’accordéon, qui se dispute à Paris, au Moulin de la Galette et qui est organisé par l'Association internationale des accordéonistes. Elle finit deuxième derrière André Beauvois et devant Freddy Balta,.
En 1938, le Concours international de l’accordéon est renommé Championnat du monde d'accordéon et elle y participe et finit troisième derrière Freddy Balta et André Lips. Ce troisième championnat du monde réunit les joueurs d'accordéon chromatique et diatonique et est organisé à Paris, au Moulin de la Galette, par l'Association internationale des accordéonistes ,,.
Elle jouera à ses débuts à Tuttlingen Allemagne, en été 1945 où aura lieu un gala au profit de l'armée Française d'occupation ,dont la 9ème DIC et les autres.
Elle donne son premier concert en 1947 à Paris et en 1948, remporte le championnat du monde d'accordéon qui est renommé Coupe mondiale de l'accordéon,. Le grand prix international d'accordéon de Paris lui est attribué en 1950.

### Carrière artistique

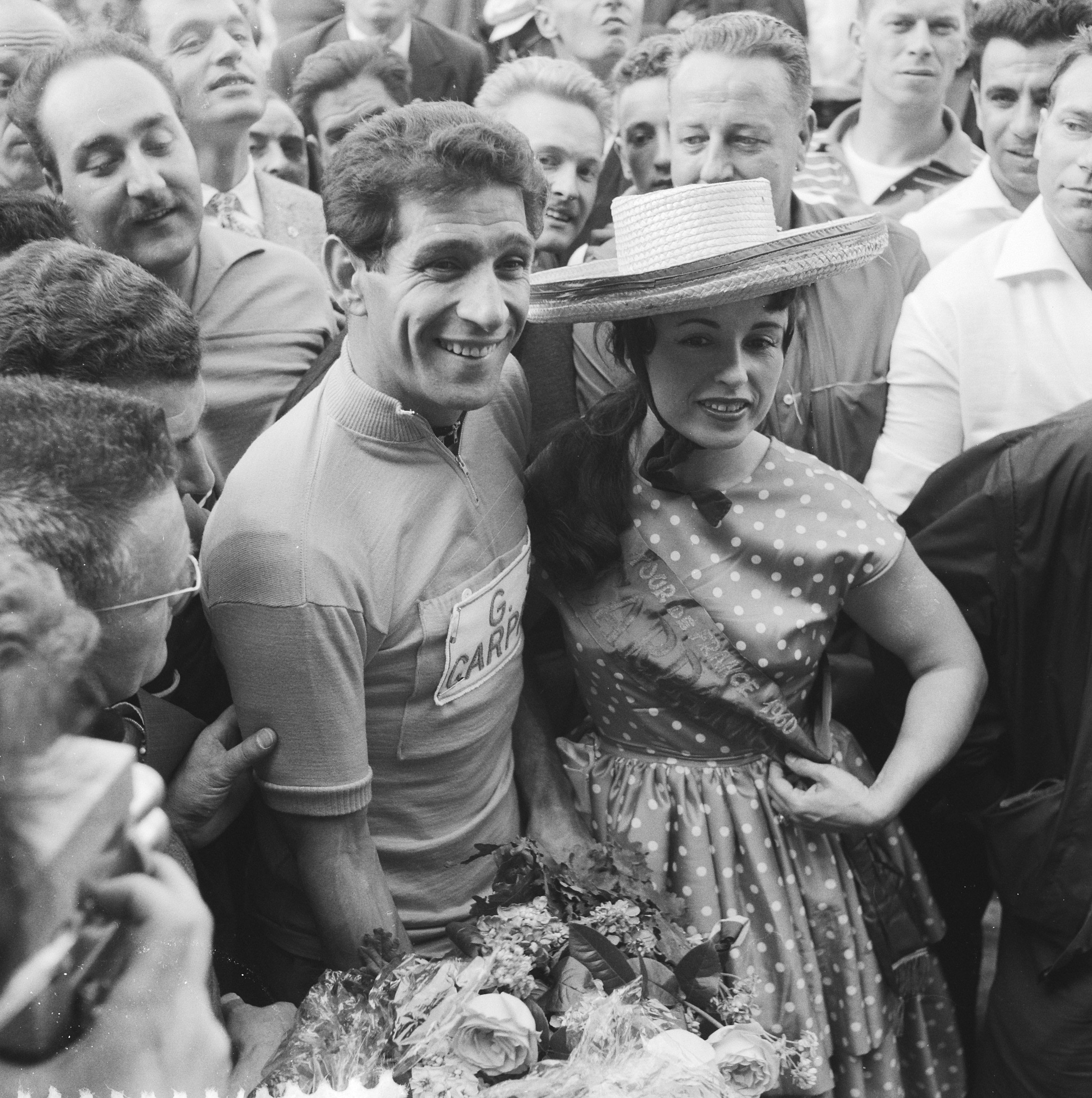
Yvette Horner en compagnie de Gastone Nencini, le 28 juin 1960, lors du Tour de France cycliste.

En 1950, elle reçoit le grand prix du disque de l’académie Charles-Cros pour l'album Le Jardin secret d'Yvette Horner, récital d'œuvres classiques interprétées au piano et à l'accordéon .
En 1952, la société Calor, qui sponsorise le Tour de France, lui propose d'accompagner la course, ce qui lance sa carrière. Elle joue sur un podium à l'arrivée de chaque étape. Coiffée d'un sombrero et juchée sur le toit d'une Citroën Traction Avant aux couleurs de la marque Suze, elle réitère les années suivantes, accompagnant au total onze fois le Tour de France (de 1952 à 1963),. Elle est également reine des Six jours de Paris en 1954.
Curiosité : à la sortie de la Renault 12 en 1969, la presse surnomme « Yvette Horner » son volant en forme d’accordéon.
Dans les années 1980, elle change la couleur de ses cheveux, passant de brune à rousse, et adopte des tenues de scène plus extravagantes (telles que la célèbre « robe Tour Eiffel ») créées par le couturier Jean-Paul Gaultier, qui en fait l'une de ses égéries.
En 1987, elle devient la marraine du club d'accordéon de Doudeville, le Cany-Accordéon-Club, dirigé par sa fondatrice, Annie Lacour, qui travailla à la Schola Cantorum de Paris pendant cinq ans.
En 1989, elle prend part aux célébrations du Bicentenaire de la Révolution en se produisant sur la place de la Bastille. L'année suivante, elle est la vedette d'une revue au Casino de Paris. Dans les années 1990, elle se produit sur scène en compagnie de Marcel Azzola puis collabore avec le chorégraphe Maurice Béjart lorsque celui-ci monte le ballet Casse-Noisette de Tchaïkovski au théâtre du Châtelet en 1999,,.
En 2005 paraît son autobiographie, intitulée Le Biscuit dans la poche. En juin 2006, la musicienne entame un documentaire sur sa vie avec le réalisateur canadien Damian Pettigrew. Son album Double d'Or sort en 2007. En 2009, elle prend part à la tournée La plus grande guinguette du monde.
En 2011, l'accordéoniste est invitée par le chanteur Julien Doré à participer à l'enregistrement de son album Bichon. Un nouvel album d'Yvette Horner, intitulé Hors Norme, est édité en mai 2012. Il est réalisé par Patrick Brugalières. Parmi les artistes invités figurent Lio, Didier Lockwood, Richard Galliano et Marcel Amont. La pochette est illustrée par Jean-Paul Gaultier.
Elle donne son dernier concert en 2011.
Durant sa carrière, l'accordéoniste donne plus de 2 000 concerts. Yvette Horner enregistre pour les labels Pathé-Marconi, CBS et Erato. Sa discographie compte 150 disques, dont les ventes ont atteint les 30 millions d'exemplaires.

### Décès et sépulture
Yvette Horner meurt le 11 juin 2018 à Courbevoie, à l'âge de 95 ans. « Elle n'était pas malade. Elle est morte des suites d'une vie bien remplie », déclare son agent, Jean-Pierre Brun.
Elle est inhumée au cœur du cimetière Saint-Jean à Tarbes (Hautes-Pyrénées).
Neuf mois après son décès, une statue la représentant est posée sur son monument funéraire. C’est à la demande de cette dernière que le sculpteur Yves Lacoste a réalisé cette pièce pour un hommage à son public mais aussi à ses parents, à son mari, à ceux qui l'ont aidée dans ses efforts pour accéder à la notoriété. Finalement, l'œuvre est grandeur nature (soit 1,54 m), avec une Yvette Horner portée par des mains qui l'applaudissent, émergeant d'un cocon et empoignant un accordéon, réplique directe de celui qu'elle utilisait pour l'un de ses morceaux préférés.

### Vie privée
La musicienne épouse le 30 avril 1947 à Vielle-Adour dans les Hautes-Pyrénées René Droesch (1915-1986), originaire de Bourg-en-Bresse, footballeur aux Girondins de Bordeaux, qu'elle a rencontré en 1936. Droesch interrompt sa carrière pour devenir son manager, son mari et la décharger des « soucis matériels »,. Yvette Horner a regretté de ne pas avoir eu d'enfant avec son mari, mort le 3 mars 1986 à Créteil.
En 2005, l'accordéoniste vend la maison de Nogent-sur-Marne où elle avait vécu durant une cinquantaine d'années. Elle met aux enchères à l'hôtel Drouot des objets personnels, dont sa collection de robes Jean Paul Gaultier. La vente se tient au profit de l'Institut du cerveau et de la moelle épinière (ICM) et d'une association de lutte contre le cancer. Après la vente de sa maison de Nogent, l'artiste vit dans une résidence pour personnes âgées située à Paris,.

### Décorations
- Commandeure de la Légion d'honneur (2011)[34],[35] ; officière (1996)[36] ; chevalière (1986)
- Commandeure de l'ordre national du Mérite (2002)[37],[22],[38]

## Style musical
Selon Maurice Béjart, Yvette Horner « est à cheval entre le savant et le populaire ».
Durant sa carrière, elle aborde de nombreux styles musicaux, ce qui l'amène à collaborer avec le pianiste classique Samson François, le trompettiste de jazz Jac Berrocal, ou encore l'harmoniciste américain Charlie McCoy, avec lequel elle enregistre à Nashville un album d'inspiration country. En 1990, elle sort même un single d'inspiration eurodance, Play Yvette, qu'elle joue avec le DJ Andy Shafte.

## Discographie
Source

### Palmarès
- Deuxième du Concours international de l’Accordéon, à Paris en 1937
- Troisième du championnat du monde d’accordéon, à Paris en 1938
- Vainqueur de la Coupe mondiale de l'accordéon, à Lausanne en 1948
- Grand prix de l'académie Charles-Cros, en 1950
- Grand prix international d'accordéon de Paris, en 1950
- Grand prix international d'accordéon de Paris, en 1953[40]

## Filmographie
- 2000 : Le Casse-Noisette de Maurice Béjart de Ross MacGibbon (téléfilm) : Fairy Godmother
- 1994 : Prêt-à-porter de Robert Altman : elle-même (non créditée)

## Publication
- Le Biscuit dans la poche (autobiographie), Éditions du Rocher, 2005, 350 p. (ISBN 978-2-268-05567-1)

## Hommages et postérité

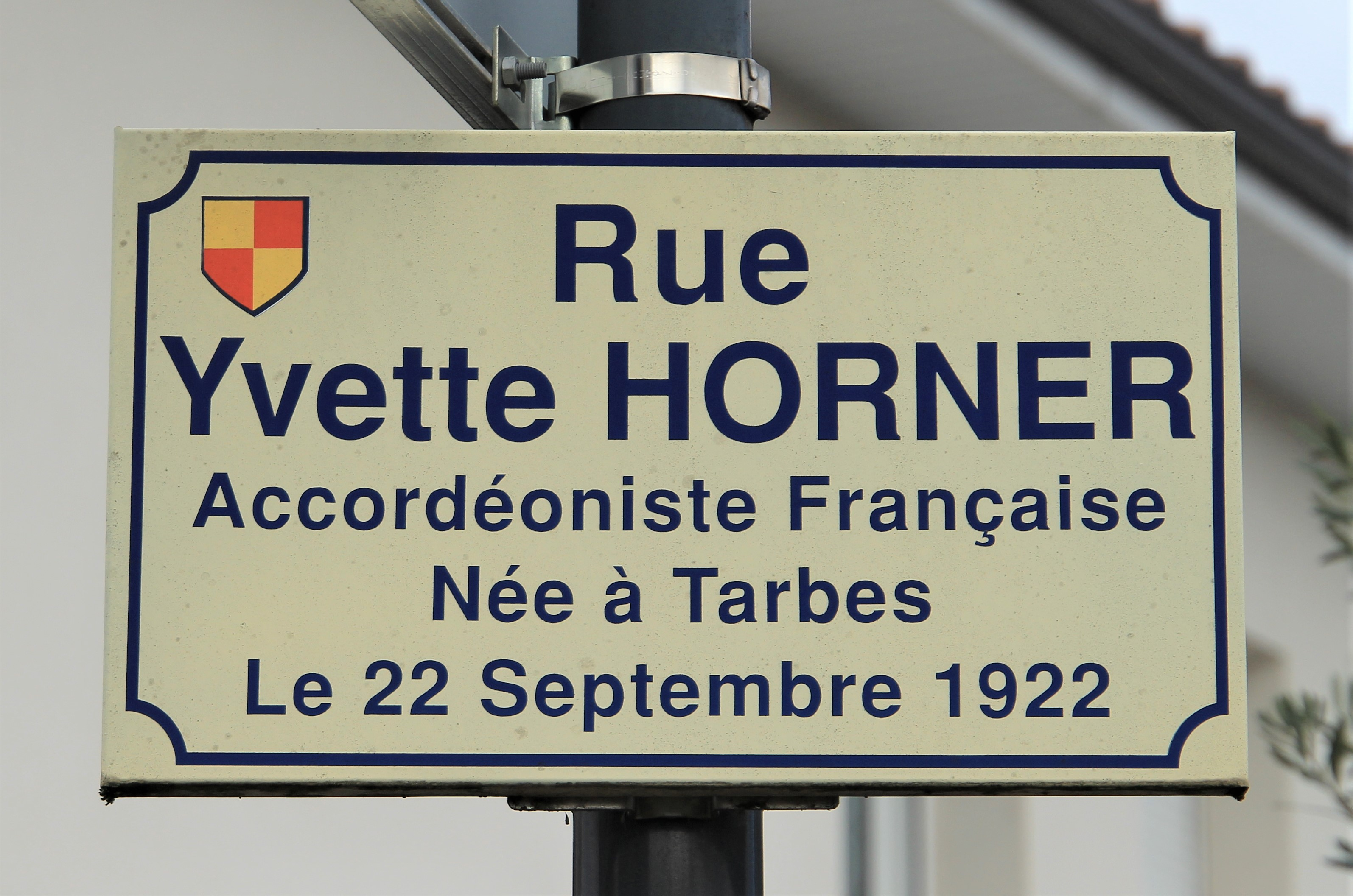
Rue de la commune de Tarbes hommage à Yvette Horner.

Yvette Horner est citoyenne d'honneur des villes de Tarbes et de Nogent-sur-Marne. La promenade Yvette-Horner-Île-de-Beauté, qui longe la Marne et fait partie d'un circuit de grande randonnée, porte son nom depuis 2007. Le foyer du théâtre des Nouveautés de Tarbes, réplique de celui de l'Opéra Garnier, est baptisé en son honneur.
Une rue et une place de Tarbes portent son nom.
En 2008, le spectacle musical La Madone des dancings, les mille vies d’Yvette Horner, adapté par Eudes Labrusse et mis en scène par Dominique Verrier, est présenté au festival d'Avignon dans le cadre du festival « off ». Il s'inspire de la série radiophonique Les Grandes Histoires d'Yvette, produite par Sylvie Gasteau et diffusée en 2005 par France Culture. Le rôle d'Yvette Horner est interprété par l'actrice Antoinette Moya.

### Radio
- « Yvette Horner (1922-2018), Notre-Dame de l'accordéon », par Péroline Barbet et Véronique Lamendour, émission Toute une vie, France Culture, 2021